# Viggo Kann
Viggo Kann, nato Eriksson (Stoccolma, 26 agosto 1964) è un docente, informatico e autore di videogiochi svedese.
Assieme al fratello minore Kimmo Eriksson e all'amico Olle Johansson programmò nel 1978 Stugan, uno dei primi videogiochi della storia ad esser prodotti in Svezia. Scrisse anche l'algoritmo dei programmi Lexin e Spell.

## Biografia
Viggo Kann fu il primo a difendere la sua tesi al KTH nel 1992 con Johan Håstad come supervisore. Il nome della tesi di dottorato era "On the Approximability of NP-complete Optimization Problems".
Il suo interesse di ricerca è ora principalmente nei settori della didattica dell'informatica e della tecnologia del linguaggio. È presidente del Comitato linguistico dell'Istituto reale di tecnologia. Nel 2009 ricevette il premio Erik Wellander per l'eccezionale ricerca nel campo dell'assistenza linguistica.

### Vita privata
Viggo Kann è sposato e ha due figli.